# Gesellschaftsrecht (Europäische Union)
Das Gesellschaftsrecht der Europäischen Union ist ein Teilgebiet des europäischen Sekundärrechtes, das sich mit den für Gesellschaften zugelassenen Rechtsformen und deren Berührungspunkte im Markt befasst.

## Spezifische Rechtsformenregelungen
Auf Ebene der Europäischen Union sind folgende Rechtsformen geregelt, die in allen Ländern der EU genutzt werden können:
- Personengesellschaften:
  - Europäische wirtschaftliche Interessenvereinigung (EWIV) (Verordnung (EWG) Nr. 2137/85)
- Juristische Person:
  - Europäische Gesellschaft (Societas Europaea – SE) (Verordnung (EG) Nr. 2157/2001)
  - Europäische Genossenschaft (Societas Cooperativa Europaea – SCE) (Verordnung (EG) Nr. 1435/2003)
  - Europäischer Verbund für territoriale Zusammenarbeit (EVTZ) (Verordnung (EG) Nr. 1082/2006).
- geplant:
  - Einpersonengesellschaft (Societas Unius Personae – SUP)
  - Europäische Stiftung (Fundatio Europaea – FE)

Die Einführung der Europäischen Privatgesellschaft (lateinisch Societas Privata Europaea, abgekürzt SPE), die ursprünglich für Juli 2010 geplant war, wurde am 2. Oktober 2013 zu Gunsten des Projektes der Schaffung der Einpersonengesellschaft (Societas Unius Personae, SUP) aufgegeben.

## Gesellschaftsrechtliche Richtlinien

### Grundsätze zur Unternehmensführung / Rechte unternehmensbezogener Interessengruppen (Stakeholder)
- Richtlinie 2009/101/EG des Europäischen Parlaments und des Rates vom 16. September 2009 zur Koordinierung der Schutzbestimmungen, die in den Mitgliedstaaten den Gesellschaften im Sinne des Artikels 48 Absatz 2 des Vertrags im Interesse der Gesellschafter sowie Dritter vorgeschrieben sind, um diese Bestimmungen gleichwertig zu gestalten 
 (Vor dem 21. Oktober 2009: Erste Richtlinie (Publizität) 68/151/EWG des Rates vom 9. März 1968 zur Koordinierung der Schutzbestimmungen, die in den Mitgliedstaaten den Gesellschaften im Sinne des Artikels 58 Absatz 2 des Vertrages im Interesse der Gesellschafter sowie Dritter vorgeschrieben sind, um diese Bestimmungen gleichwertig zu gestalten)
- Richtlinie 2012/30/EU des Europäischen Parlaments und des Rates vom 25. Oktober 2012 zur Koordinierung der Schutzbestimmungen, die in den Mitgliedstaaten den Gesellschaften im Sinne des Artikels 54 Absatz 2 des Vertrages über die Arbeitsweise der Europäischen Union im Interesse der Gesellschafter sowie Dritter für die Gründung der Aktiengesellschaft sowie für die Erhaltung und Änderung ihres Kapitals vorgeschrieben sind, um diese Bestimmungen gleichwertig zu gestalten 
(Vor dem 4. Dezember 2012: Zweite Richtlinie (Mindestkapitalvorschriften börsennotierter Unternehmen) 77/91/EWG des Rates vom 13. Dezember 1976 zur Koordinierung der Schutzbestimmungen, die in den Mitgliedstaaten den Gesellschaften im Sinne des Artikels 58 Absatz 2 des Vertrages im Interesse der Gesellschafter sowie Dritter für die Gründung der Aktiengesellschaft sowie für die Erhaltung und Änderung ihres Kapitals vorgeschrieben sind, um diese Bestimmungen gleichwertig zu gestalten)
- Entwurf Fünfte Richtlinie (Struktur börsennotierter Unternehmen); vorerst gescheitert
- Entwurf Neunte Richtlinie (Konzern) über Unternehmensgruppen; vorerst gescheitert
- Elfte Richtlinie (Zweigniederlassung) 89/666/EWG des Rates vom 21. Dezember 1989 über die Offenlegung von Zweigniederlassungen, die in einem Mitgliedstaat von Gesellschaften bestimmter Rechtsformen errichtet wurden, die dem Recht eines anderen Staates unterliegen
- Richtlinie 2009/102/EG des Europäischen Parlaments und des Rates vom 16. September 2009 auf dem Gebiet des Gesellschaftsrechts betreffend Gesellschaften mit beschränkter Haftung mit einem einzigen Gesellschafter 
(Vor dem 21. Oktober 2009: Zwölfte Richtlinie (Einmanngesellschaft) 89/667/EWG des Rates vom 21. Dezember 1989 auf dem Gebiet des Gesellschaftsrechts betreffend Gesellschaften mit beschränkter Haftung mit einem einzigen Gesellschafter)
- Entwurf Vierzehnte Richtlinie (Sitzverlegung) über grenzüberschreitende Verlegung des Unternehmenssitzes von beschränkt haftenden Unternehmen; noch nicht verabschiedet
- Richtlinie 2007/36/EG des Europäischen Parlaments und des Rates vom 11. Juli 2007 über die Ausübung bestimmter Rechte von Aktionären in börsennotierten Gesellschaften

### Unternehmensumstrukturierung
- Richtlinie 2011/35/EU des Europäischen Parlaments und des Rates vom 5. April 2011 über die Verschmelzung von Aktiengesellschaften 
(Vor dem 1. Juli 2011: Dritte Richtlinie (Verschmelzung börsennotierter Unternehmen) 78/855/EWG des Rates vom 9. Oktober 1978 gemäß Artikel 54 Absatz 3 Buchstabe g) des Vertrages betreffend die Verschmelzung von Aktiengesellschaften)
- Sechste Richtlinie (Spaltung börsennotierter Unternehmen) 82/891/EWG des Rates vom 17. Dezember 1982 gemäß Artikel 54 Absatz 3 Buchstabe g) des Vertrages betreffend die Spaltung von Aktiengesellschaften
- Zehnte Richtlinie (Grenzüberschreitende Verschmelzung) 2005/56/EG, geändert durch die Richtlinie 2009/109/EG des Europäischen Parlaments und des Rates vom 16. September 2009 zur Änderung der Richtlinien 77/91/EWG, 78/855/EWG und 82/891/EWG des Rates sowie der Richtlinie 2005/56/EG hinsichtlich der Berichts- und Dokumentationspflicht bei Verschmelzungen und Spaltungen
- Dreizehnte Richtlinie (Übernahme) 2004/25/EG vom 21. April 2004 betreffend Übernahmeangebote
- Richtlinie (EU) 2017/1132 (Umwandlung; Verschmelzung; Spaltung von Kapitalgesellschaften) des Europäischen Parlaments und des Rates vom 14. Juni 2017 über bestimmte Aspekte des Gesellschaftsrechts

### Jahresabschluss und Prüfung
- Vierte Richtlinie (Jahresabschluss) 78/660/EWG des Rates vom 25. Juli 1978 aufgrund von Artikel 54 Absatz 3 Buchstabe g) des Vertrages über den Jahresabschluss von Gesellschaften bestimmter Rechtsformen
- Siebente Richtlinie (Konzernabschluss) 83/349/EWG des Rates vom 13. Juni 1983 aufgrund von Artikel 54 Absatz 3 Buchstabe g) des Vertrages über den konsolidierten Abschluss
- Richtlinie 2014/56/EU des Europäischen Parlaments und des Rates vom 16. April 2014 zur Änderung der Richtlinie 2006/43/EG über Abschlussprüfungen von Jahresabschlüssen und konsolidierten Abschlüssen 
(Vor dem 16. April 2014 Richtlinie 2006/43/EG des Europäischen Parlaments und des Rates vom 17. Mai 2006 über Abschlussprüfungen von Jahresabschlüssen und konsolidierten Abschlüssen, zur Änderung der Richtlinien 78/660/EWG und 83/349/EWG des Rates und zur Aufhebung der Richtlinie 84/253/EWG des Rates (Text von Bedeutung für den EWR)
(Vor dem 17. Mai 2006: Achte Richtlinie (Abschlussprüfer) 84/253/EWG des Rates vom 10. April 1984 aufgrund von Artikel 54 Absatz 3 Buchstabe g) des Vertrages über die Zulassung der mit der Pflichtprüfung der Rechnungslegungsunterlagen beauftragten Personen)